# Philodendron anaadu
Philodendron anaadu är en kallaväxtart som beskrevs av George Sydney Bunting. Philodendron anaadu ingår i släktet Philodendron och familjen kallaväxter. Inga underarter finns listade.